# Sì (romanzo)
Sì (Ja) è un romanzo di Thomas Bernhard, pubblicato nell'originale tedesco nel 1978 e tradotto in Italia nel 1983. I temi conduttori sono quelli caratteristici dell'autore austriaco: il sentimento della solitudine, la riflessione sulla morte, il pensiero del suicidio.
Il romanzo è stato pubblicato in Italia dalla Guanda inizialmente col titolo originale Ja, e a partire dal 2012 dallo stesso editore col titolo Sì, che ne è la traduzione letterale.

## Tema
(Thomas Bernhard)
In un villaggio della provincia austriaca, uno studioso di scienze naturali affetto da profonde turbe psichiche, che decide di confessare all'amico immobiliarista Moritz, incontra nello studio di questi una coppia di svizzeri che ha deciso di stabilirsi nel villaggio, acquistando dall'immobiliarista una proprietà rimasta a lungo invenduta, a causa dell'ubicazione poco salubre. La coppia è costituita da un ingegnere e costruttore e dalla sua compagna persiana. Affascinato dalla donna, il narratore la condurrà nei boschi limitrofi a passeggiare, intrattenendola con lunghi monologhi esistenziali sulla sua situazione turbata. Incontro di due solitudini, attraverso la confessione il narratore riacquisisce la voglia di vivere che sembrava, in lui, del tutto spenta, ma conduce involontariamente la sua compagna di passeggiate persiana alla scelta definitiva ("Sì") di suicidarsi.

### Personaggi
- L'Io narrante, uno studioso di scienze naturali
- Moritz, agente immobiliare
- L'ingegnere svizzero
- Sua moglie, una persiana di Shiraz

## Edizioni italiane
- Ja, traduzione di Claudio Groff, Collana Prosa contemporanea n.19, Milano, Guanda, 1983-2003,  p. 103.
- Sì, traduzione di Claudio Groff, Collana Prosa contemporanea, Milano, Guanda, 2012,  p. 141, ISBN 978-88-608-8754-2.